# 玉名市立玉陵小学校
玉名市立玉陵小学校（たまなしりつ ぎょくりょうしょうがっこう）は、熊本県玉名市玉名にある市立の小学校。
2018年（平成30年）4月に玉名市内の小学校6校が統合し開校。玉名市立玉陵中学校に併設され、「玉陵学園」の総称・愛称で施設併設型の小中一貫教育を開始した。

## 概要
歴史
下記の玉名市立小学校6校が統合の上、2018年（平成30年）に開校。2023年（令和5年）に創立5周年を迎えた。
1. 玉名市立玉名小学校
2. 玉名市立石貫小学校
3. 玉名市立梅林小学校
4. 玉名市立小田小学校
5. 玉名市立三ツ川小学校
6. 玉名市立月瀬小学校

校訓
「つよく、かしこく、なかよく、あかるく」
学校教育目標
「故郷を愛し、未来を切り拓く力を備えた児童・生徒の育成」
校章
統合前の6校を象徴する6つのペン先、校名の頭文字である「玉」を表す円を背景にして、中央に「小」の文字を配している。
校歌
「花を一つに」。作詞は星永文夫、作曲は吉永誠吾による。歌詞は3番まであり、各番の歌詞中に校名の「玉陵小学校」が登場する。
通学区域
玉名市のうち、「城下、高城、逆川、田中、井尻、秋丸、平野、唐平、石原、染山、上村、蓑田、生見、舟島、上津留、下津留、上小田上、上小田中、上小田下、山部田、下小田東、下小田西、川部田、奥野、元玉名、永安寺、大坊、岡、島、上迫間、下迫間、向迫間、栗崎団地、月田、溝上、青木、箱谷、石貫1区、石貫2区、石貫3区、石貫4区、石貫5区、富尾、川床、石尾、福山、西原」。中学校区は玉名市立玉陵中学校（小中一貫校）。
スクールバス
旧・玉名小学校以外の校区の児童はスクールバスで通学する。
マスコットキャラクター
学校ゆるキャラとして「玉ちゃん」・「りょうくん」・「玉陵レインボー」がいる。

## 沿革
- 2018年（平成30年）
  - 4月1日 - 玉名市内小学校6校を統合の上、「玉名市立玉陵小学校」（現校名）が開校。
  - 4月9日 - 開校式を挙行。

## 交通アクセス
最寄りの鉄道駅
- JR九州 九州新幹線 「新玉名駅」

最寄りのバス停留所
- 九州産交バス 「くまもと県北病院」停留所

最寄りの幹線道路
- 熊本県道・福岡県道6号玉名立花線

## 周辺
- 玉名市立玉陵中学校
- たまきな幼稚園
- くまもと県北病院（旧・玉名市立玉名小学校跡）
- ケーズデンキ玉名店
- グッデイ玉名店
- 菊池川